# Semiothisa cinerearia
Semiothisa cinerearia là một loài bướm đêm trong họ Geometridae.